# 愛本橋
愛本橋（あいもとばし）は、富山県黒部市宇奈月町下立と同市宇奈月町中ノ口に跨る、黒部川中流に架かる橋。富山県道13号朝日宇奈月線の一部を形成する。1998年（平成10年）には日本百名橋に選定されている。

## 歴史

### 旧橋（刎橋）
かつては全長61.42メートル、幅3.62メートルにも及ぶ刎橋であったため、山口県岩国市の錦川に架かる錦帯橋、山梨県大月市の桂川に架かる猿橋とともに日本三奇橋の1つといわれていた。
かつて黒部四十八ヶ瀬ともいわれ、河道が移動する暴れ川であった黒部川下流部（黒部川扇状地）を避けて敷かれた、北陸街道の上街道に架かる橋で、加賀藩5代藩主・前田綱紀が架橋を命じたとされる。綱紀は、弱冠3歳にして父4代藩主・光高が亡くなり5代目藩主となったが、幼少期は3代利常が後見人となって、江戸屋敷にとどまっていた。やがて利常も亡くなり、1661年（寛文元年）7月の18歳（数え年で19歳）のときに初めて領国入りしたときに、参勤路の難所である黒部四十八ヶ瀬を無事に越えて金沢に到着した後、家臣たちを集めて会議を開き、黒部川下流域の入膳宿がある北陸道の下街道を迂回する山沿いに新道を開いて黒部川に橋を渡して諸人の往来を容易にしようと相談した。家臣たちは、領地防衛の要害地に橋を架けることに反対したが、綱紀ただひとりは「国の安危は得失にあり。山河の険阻によるべきにあらず」と主張してこれを断行したといわれている。
橋は、普通の橋としての架橋が出来なかったため、甲斐の猿橋と同じ形式の刎橋で、橋長33間、幅10尺で架橋されて愛本橋と名付けられた。両岸は岩山で上流部をのぞけばもっとも川幅が狭く、洪水時には大量の土石と水が集中する。橋脚は1年も持たずに流されてしまうために橋の中間に立てることが非常に難しく、川の両岸から大木を突き出す構造であった。
旧愛本橋が架けられていた場所に近いところには、幕末の儒学者である頼三樹三郎がこの橋を称えた詩碑があり、2015年（平成27年）の北陸新幹線開通、黒部宇奈月温泉駅開駅を機に、地元黒部市では観光資源とするために旧愛本橋（刎橋）の復元を検討している。
2024年（令和6年）、黒部市は愛本橋をVR映像で再現。同年3月29日より黒部市歴史民俗資料館で公開を始めた。

### 旧橋（トラス橋）
橋は明治になって近代的な橋に架け替えられていた。1920年（大正9年）4月に鉄骨製のトラス橋となる。
ところが、1969年（昭和44年）8月11日の豪雨で、愛本堰堤の建物内に濁流が押し寄せた。愛本橋でも増水により濁流は橋を越えて流れ、同日14時58分に宇奈月町に橋が流失したとの連絡が入り流失が確認された

### 仮橋
前述の橋の流失に伴い、1969年（昭和44年）12月25日に鉄骨トラス橋（橋長54メートル、幅員3.6メートル、欄干は木製）の仮橋が開通した。14t以上の車は荷物非積載の大型ダンプを除き通行禁止であった。

### 現橋
現在の橋は、1969年（昭和44年）に以前の橋が流失したために架け替えられた12代目で、橋長130.000メートル、総幅員9.300メートル、幅員8.6メートル、車道幅6.5メートル。交通量などを勘案し、流失した橋梁の約65メートル下流に、橋脚を置かずスパンを飛ばすためニールセンローゼ橋が採用された。西ドイツ（現：ドイツ）のホルスタイン地方にあるフエーマンズト橋を参考にして作られた吊橋の原理を利用している。
本橋は川田工業によりバスケットハンドル型ニールセンローゼ橋として三頭橋に次いで日本で2番目に架設された。

## 年表
- 1626年（寛永3年） - 打渡橋を架橋[19]。
- 1663年（寛文3年） - 刎橋を架橋[19]（以降、1862年（文久2年）の最後の架け替えまで8回架け替えられる）。
- 1678年（延宝6年） - 富山藩が橋番人を置く[20]。
- 1891年（明治24年） - 木造アーチ橋（木拱橋）を架橋[19]。
- 1920年（大正9年）4月 - 鋼鉄製トラス橋を架橋[10]。
- 1969年（昭和44年）
  - 8月11日 - 豪雨のため鋼鉄製トラス橋が流失[10]。後の1998年（平成10年）6月に150メートル下流での河床から大きな鉄骨の一部を発見[10]。発見された橋の一部はうなづき友学館の前庭に展示されている。
  - 12月25日 - 仮橋が開通[12]。
- 1970年（昭和45年）12月 - 現在の橋が着工[21]。
- 1972年（昭和47年）7月31日 - 旧橋の65メートル下流に現在の橋を架橋[15][22]。

## 刎橋復元模型
うなづき友学館内にある黒部市歴史民俗資料館には、旧愛本橋の展示室に1/2縮尺の刎橋の一部を復元した模型が展示されており、その歴史や構造などを知ることができる。

## 歌碑
当橋の右岸には、1848年秋に江戸から富山への旅へ向かう途中に訪れ同橋から激流と刎橋の壮観を貫した頼三樹三郎の歌碑が存在する。当初は1963年3月に当時の宇奈月町の教育委員会により橋の左岸に設置されていたが、1969年8月の豪雨により損傷したため、1974年8月に現在地に再建されている。

## 文学作品等
愛本橋の記述が残る作品等
- 方言修行金草鞋 - 十返舎一九
- 日本行脚文集巻六一 - 大淀三千風
- 三岳紀行 - 韓大年、高芙蓉、池大雅
- 北国路之記 - 仙果亭嘉栗（紀上太郎）
- 田園発 港行き自転車 - 宮本輝